# Unione Sportiva Ravenna 1993-1994
Questa voce raccoglie le informazioni riguardanti l'Unione Sportiva Ravenna nelle competizioni ufficiali della stagione 1993-1994.

## Stagione
Nella stagione 1993-94 il Ravenna ha disputato il primo campionato di Serie B della sua storia calcistica, con 31 punti in classifica si è piazzato in penultima posizione ed è retrocesso in Serie C1 con il Monza, il Modena ed il Pisa che ha perso (4-3) dopo i rigori lo spareggio con l'Acireale. A Ravenna la stagione inizia con Claudio Onofri in sella, dopo sei giornate con la sola vittoria ottenuta a Palermo (0-1), si cambia allenatore puntando su Pierluigi Frosio, ma si devono fare i conti con una categoria troppo impegnativa per la neopromossa romagnola. Si segnala in casa giallorossa un giovane neoacquisto in prestito dal Torino, il promettente attaccante Christian Vieri autore di 12 gol con 32 presenze nel suo unico campionato disputato a Ravenna. In Coppa Italia subito fuori nel primo turno giocato in pieno agosto, nel derby con il Cesena che sbanca (0-1) il Benelli. Il 10 aprile 1994 in campionato toccherà al Ravenna espugnare il Manuzzi di Cesena (0-2) togliendo ai bianconeri punti preziosi in ottica promozione.

## Rosa

Il giovane neoacquisto Christian Vieri, 32 presenze e 12 gol nel suo unico campionato a Ravenna.

| N. |                   | Ruolo | Calciatore          |
| -- | ----------------- | ----- | ------------------- |
|    | Italia (bandiera) | C     | Roberto Antonioli   |
|    | Italia (bandiera) | D     | Daniele Baldini     |
|    | Italia (bandiera) | C     | Patrizio Billio     |
|    | Italia (bandiera) | D     | Nicola Boselli      |
|    | Italia (bandiera) | P     | Claudio Bozzini     |
|    | Italia (bandiera) | A     | Enrico Buonocore    |
|    | Italia (bandiera) | C     | Antonio Buscè       |
|    | Italia (bandiera) | D     | Ivano Cardarelli    |
|    | Italia (bandiera) | C     | Tarcisio Catanese   |
|    | Italia (bandiera) | C     | Francesco Conti     |
|    | Italia (bandiera) | C     | Enrico Cucchi       |
|    | Italia (bandiera) | D     | Giancarlo Filippini |
|    | Italia (bandiera) | A     | Flavio Fiorio       |
|    | Italia (bandiera) | A     | Cosimo Francioso    |
|    | Italia (bandiera) | C     | Rodolfo Giorgetti   |

| N. |                   | Ruolo | Calciatore            |
| -- | ----------------- | ----- | --------------------- |
|    | Italia (bandiera) | D     | Marco Mengucci        |
|    | Italia (bandiera) | P     | Davide Micillo        |
|    | Italia (bandiera) | D     | Marco Monti           |
|    | Italia (bandiera) | D     | Luca Pellegrini       |
|    | Italia (bandiera) | C     | Andrea Periotto       |
|    | Italia (bandiera) | C     | Leonardo Rossi        |
|    | Italia (bandiera) | C     | Riccardo Rovinelli    |
|    | Italia (bandiera) | C     | Mariano Sotgia        |
|    | Italia (bandiera) | A     | Maurizio Tacchi (III) |
|    | Italia (bandiera) | D     | Emanuele Tresoldi     |
|    | Italia (bandiera) | A     | Christian Vieri       |
|    | Italia (bandiera) | C     | Davide Zannoni        |
|    | Italia (bandiera) |       | Zanvettor             |
|    | Italia (bandiera) | C     | Lamberto Zauli        |

## Risultati

### Serie B

#### Girone di andata
| Arbitro: | Bettin (Padova) |

|             |           |  |
| Troglio 78’ | Marcatori |  |

| Arbitro: | Pacifici (Roma) |

|  |           |               |
|  | Marcatori | 90’ Romairone |

| Arbitro: | Borriello (Mantova) |

|  |           |               |
|  | Marcatori | 39’ Francioso |

| Arbitro: | Nepi (Viterbo) |

|                             |           |                         |
| Francioso 35’ Buonocore 53’ | Marcatori | 79’ Marulla 83’ Caramel |

| Arbitro: | Tombolini (Ancona) |

|              |           |  |
| Tovalieri 2’ | Marcatori |  |

| Arbitro: | Bolognino (Milano) |

|  |           |                     |
|  | Marcatori | 72’ (rig.) Agostini |

| Arbitro: | Rodomonti (Teramo) |

|                                               |           |                      |
| Provitali 32’ Chiesa 68’ Buonocore 81’ (aut.) | Marcatori | 36’, 62’, 84’ Sotgia |

| Arbitro: | Franceschini (Bari) |

|              |           |  |
| Rastelli 78’ | Marcatori |  |

| Arbitro: | Cardona (Milano) |

|                           |           |           |
| Zannoni 16’ Francioso 49’ | Marcatori | 66’ Fasce |

| Arbitro: | Amendolia (Messina) |

|                |           |  |
| Campilongo 89’ | Marcatori |  |

| Arbitro: | Ceccarini (Livorno) |

|           |           |                 |
| Vieri 91’ | Marcatori | 37’, 83’ Hubner |

| Arbitro: | Brignoccoli (Ancona) |

|                                 |           |  |
| Mengucci 64’ (aut.) Malusci 90’ | Marcatori |  |

| Arbitro: | Racalbuto (Gallarate) |

|               |           |  |
| Vieri 4’, 10’ | Marcatori |  |

| Arbitro: | Dinelli (Lucca) |

|                             |           |  |
| Francioso 28’ Buonocore 80’ | Marcatori |  |

| Arbitro: | Franceschini (Bari) |

|                                            |           |                              |
| Sorbello 35’ (rig.), 37’ Sotgia 50’ (aut.) | Marcatori | 31’, 49’ Vieri 70’ Buonocore |

| Arbitro: | Cinciripini (Ascoli Piceno) |

|                |           |            |
| Vieri 13’, 71’ | Marcatori | 73’ Pisani |

| Arbitro: | Bonfrisco (Monza) |

|                           |           |                         |
| Galderisi 68’, 72’ (rig.) | Marcatori | 2’ Rovinelli 75’ Fiorio |

| Arbitro: | Quartuccio (Torre Annunziata) |

|                                  |           |                         |
| Zannoni 50’ (rig.) Buonocore 77’ | Marcatori | 15’ Ambrosetti 71’ Neri |

| Arbitro: | Nepi (Viterbo) |

|                       |           |  |
| Ficcadenti 41’ (rig.) | Marcatori |  |

#### Girone di ritorno
| Ravenna 23 gennaio 1994 20ª giornata | Ravenna          | 0 – 0 | Ascoli | Stadio Bruno Benelli\| Arbitro: \| Baldas (Trieste) \| |
| Arbitro:                             | Baldas (Trieste) |       |        |                                                        |

| Arbitro: | Arena (Ercolano) |

|             |           |           |
| Ianuale 46’ | Marcatori | 13’ Vieri |

| Arbitro: | Brignoccoli (Ancona) |

|  |           |             |
|  | Marcatori | 21’ De Rosa |

| Arbitro: | Rosica (Roma) |

|                        |           |  |
| Fabris 18’ Marulla 66’ | Marcatori |  |

| Ravenna 20 febbraio 1994 24ª giornata | Ravenna                                | 0 – 0 | Bari | Stadio Bruno Benelli\| Arbitro: \| Pellegrino (Barcellona Pozzo di Gotto) \| |
| Arbitro:                              | Pellegrino (Barcellona Pozzo di Gotto) |       |      |                                                                              |

| Arbitro: | Racalbuto (Gallarate) |

|              |           |           |
| Agostini 17’ | Marcatori | 80’ Vieri |

| Arbitro: | Bettin (Padova) |

|                         |           |                                   |
| Sotgia 40’ Catanese 43’ | Marcatori | 53’ Bonfiglio 75’ (aut.) F. Conti |

| Arbitro: | Franceschini (Bari) |

|             |           |  |
| Baldini 73’ | Marcatori |  |

| Pisa 27 marzo 1994 28ª giornata | Pisa            | 0 – 0 | Ravenna | Stadio Arena Garibaldi\| Arbitro: \| Fucci (Salerno) \| |
| Arbitro:                        | Fucci (Salerno) |       |         |                                                         |

| Arbitro: | Arena (Ercolano) |

|              |           |            |
| Catanese 47’ | Marcatori | 1’ Cerbone |

| Arbitro: | Braschi (Prato) |

|  |           |                      |
|  | Marcatori | 83’ Vieri 90’ Fiorio |

| Ravenna 17 aprile 1994 31ª giornata | Ravenna         | 0 – 0 | Fiorentina | Stadio Bruno Benelli\| Arbitro: \| Cesari (Genova) \| |
| Arbitro:                            | Cesari (Genova) |       |            |                                                       |

| Arbitro: | Rodomonti (Teramo) |

|                  |           |  |
| Lopez 39’ (rig.) | Marcatori |  |

| Arbitro: | Beschin (Legnago) |

|                                                               |           |           |
| Ferretti 46’ Nobile 55’ A. Carnevale 76’ (rig.) Palladini 85’ | Marcatori | 56’ Vieri |

| Arbitro: | Boggi (Salerno) |

|          |           |            |
| Vieri 2’ | Marcatori | 79’ Di Dio |

| Arbitro: | Trentalange (Torino) |

|                                              |           |  |
| Romano 15’ Brogi 22’ Saini 27’ Valtolina 46’ | Marcatori |  |

| Ravenna 22 maggio 1994 36ª giornata | Ravenna        | 0 – 0 | Padova | Stadio Bruno Benelli\| Arbitro: \| Luci (Firenze) \| |
| Arbitro:                            | Luci (Firenze) |       |        |                                                      |

| Arbitro: | Pellegrino (Barcellona Pozzo di Gotto) |

|                     |           |              |
| Ambrosetti 38’, 47’ | Marcatori | 54’ Catanese |

| Arbitro: | Lana (Torino) |

|                                         |           |                                    |
| Fattori 6’ (aut.) Tacchi 70’ Billio 80’ | Marcatori | 38’ (rig.) Ficcadenti 51’ Fioretti |

## Coppa Italia
| Arbitro: | Beschin (Legnago) |

|  |           |            |
|  | Marcatori | 51’ Hubner |